# Godhra
Godhra è una suddivisione dell'India, classificata come municipality, di 121.852 abitanti, capoluogo del distretto di Panchmahal, nello stato federato del Gujarat. In base al numero di abitanti la città rientra nella classe I (da 100.000 persone in su).

## Società

### Evoluzione demografica
Al censimento del 2001 la popolazione di Godhra assommava a 121.852 persone, delle quali 63.143 maschi e 58.709 femmine. I bambini di età inferiore o uguale ai sei anni assommavano a 17.023, dei quali 9.052 maschi e 7.971 femmine. Infine, coloro che erano in grado di saper almeno leggere e scrivere erano 88.424, dei quali 49.548 maschi e 38.876 femmine.